# Patriarcato di Antiochia

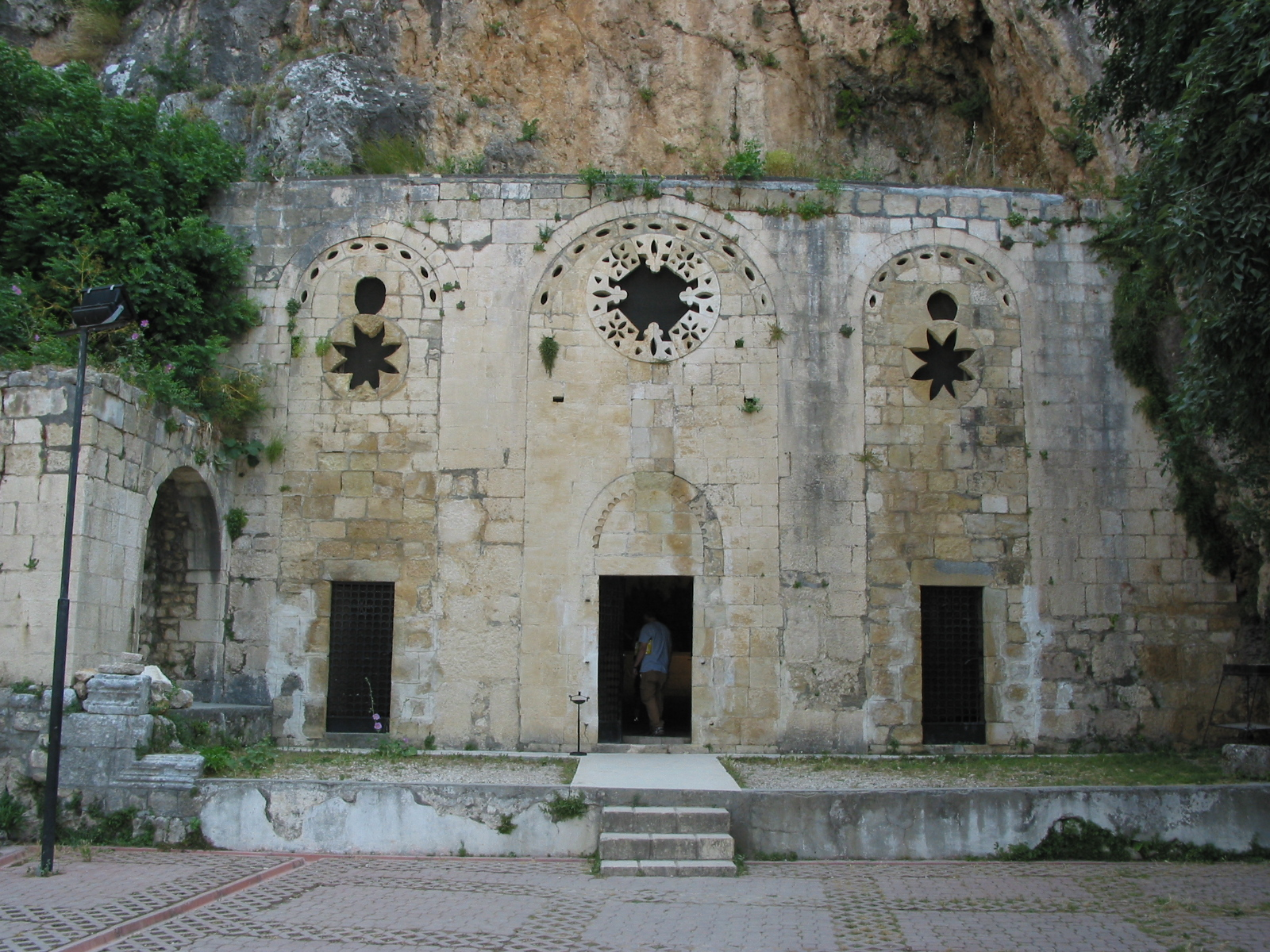
La chiesa di San Pietro, dove l'apostolo avrebbe predicato per la prima volta la Buona Novella nella Antiochia romana.

Il titolo di patriarca di Antiochia, città dell'odierna Turchia,  è posseduto tradizionalmente dal vescovo di Antiochia di Siria, antica sede apostolica.
Attualmente cinque vescovi di Chiese diverse portano tale titolo. Nessuno di questi risiede effettivamente ad Antakya: nel corso dei secoli, infatti, le sedi apostoliche di Antiochia sono state trasferite a causa di persecuzioni e scismi.
- Ignazio Aphrem II, della Chiesa ortodossa siriaca, è dal 31 marzo 2014 alla guida del Patriarcato siro-ortodosso di Antiochia con sede a Damasco; è considerato dalla sua Chiesa il 123º Patriarca successore di San Pietro.
- La Chiesa greco-ortodossa ha un suo Patriarcato greco-ortodosso di Antiochia, anch'esso con sede a Damasco e attualmente guidato dal patriarca Giovanni X Yazigi.
- Mar Ignace Youssif III Younan, della Chiesa cattolica sira, è alla guida del Patriarcato di Antiochia dei siri, con sede a Beirut.
- Il cardinale Béchara Boutros Raï, della Chiesa cattolica maronita, è alla guida del Patriarcato di Antiochia dei maroniti con sede a Bkerké (Libano).
- La Chiesa cattolica greco-melchita (cioè di rito bizantino in lingua araba) comprende un Patriarcato di Antiochia dei melchiti con sede a Damasco, attualmente guidato da Youssef Absi, S.M.S.P.

## Vescovi di Antiochia

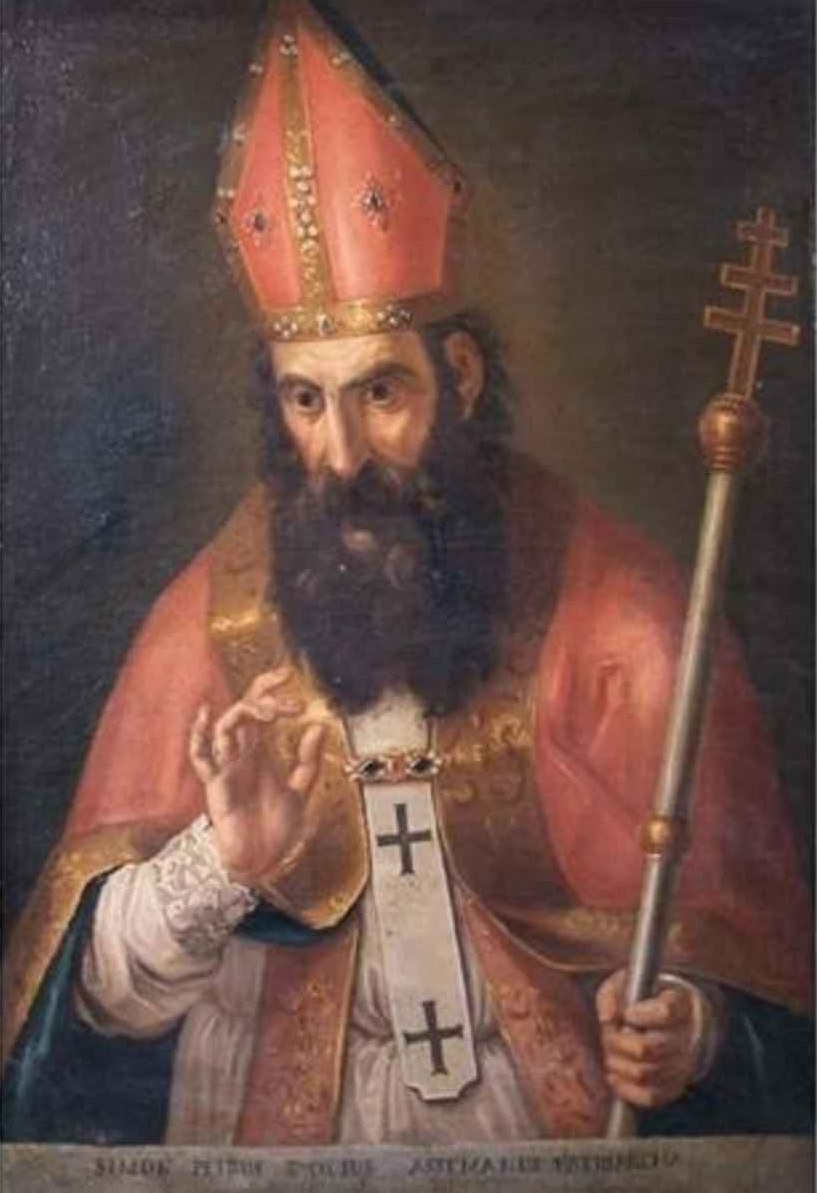
Evodio, secondo vescovo di Antiochia e successore di Simon Pietro, in un dipinto italiano del XVII secolo

Se ci sono due date, la prima segue la tradizione calcedonese, la seconda quella non calcedonese.
- San Pietro † (circa 42 - 54, o 37 - 67)
- Sant'Evodio † (circa 54 - 68, o 67 - 68)
- Sant'Ignazio † (circa 68 - 100, o 68 - 107)
- Sant'Erone † (circa 100 - 127, o 107 - 127)
- San Cornelio † (circa 127 - 151, o 127 - 154)
- Sant'Eros † (circa 151 - 169, o 154 - 169)
- San Teofilo † (circa 169 - 182)
- San Massimo I † (circa 188 - 191, o 182 - 191)
- San Serapione † (circa 191 - 212, o 191 - 211)
- Sant'Asclepiade † (circa 212 - 218, o 211 - 220)
- Fileto † (circa 218 - 231, o 220 - 231)
- Zebino o Zenobio † (circa 231 - 240, o 231 - 237)
- San Babila † (circa 240 - 253, o 237 - 251)
- Fabio † (circa 253 - 256, o 251 - 254)
- San Demetriano † (circa 256 - 263, o 254 - 260)
- Amfilochio † (circa 263 - 267)[1]
- Paolo I † (circa 267 - 270, o 260 - 268)
- Domno † (circa 270 - 273, o 268 - 273)
- Timeo † (circa 273 - 277, o 273 - 282)
- San Cirillo I † (circa 277 - 299, o 283 - 303)
- Tiranno † (circa 308 - 313, o 304 - 313)
- Vitale I † (313 - 318)
- San Filogonio † (318 - 323)

## Patriarchi di Antiochia (325-512)
Il concilio di Nicea I (325) riconobbe Antiochia come sede di patriarcato, assieme a Roma e Alessandria d'Egitto.

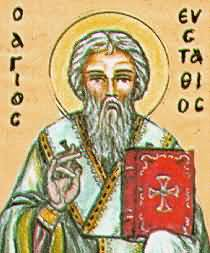
Un'icona di Eustazio, il primo patriarca di Antiochia

### Durante la crisi ariana del IV secolo
Avvertenza: se ci sono due date, la prima segue la tradizione calcedonese, la seconda quella non-calcedonese.
- Sant'Eustazio † (circa 324–circa 330 deposto)
- Paolino I di Tiro † (circa 330), vescovo semi-ariano[3]
- Eulalio † (circa 331–332 deceduto), vescovo semi-ariano
- Eufronio † (circa 333–334 deceduto), vescovo semi-ariano
- Flacillo † (circa 334–343 deceduto), vescovo semi-ariano
- Stefano † (343–estate 344 deposto), vescovo semi-ariano
- Leonzio l'Eunuco † (344–circa 358 deceduto), vescovo ariano[4]
- Eudossio di Germanicia † (circa 358–359 deposto), vescovo ariano[5]
- Anniano † (359 deposto), vescovo semi-ariano
- Scisma meleziano:

- Meleziani
  - San Melezio † (360–381 deceduto)[6]
  - San Flaviano I † (381–404 deceduto)

- Ariani
  - Euzoio † (360–376 deposto)
  - Doroteo † (376–circa 381)

- Eustaziani
  - Paolino II † (362–388)[7]
  - Evagrio † (388–circa 393)

- Apollinaristi
  - Vitale  † (circa 375–?)

### Patriarchi del V secolo
Con Flaviano I (che morì nel 404) si ricostituisce l'unità del Patriarcato.
- Porfirio † (404 - 408 o 412 deceduto)
- Alessandro † (408 o 412 - 418 deceduto)
- Teodoto † (418 - 428 deceduto)
- Giovanni I † (428 - 442 deceduto)[8]
- Domno II † (442 - 449 deposto)[9]
- Massimo II † (449 - 459 o 455 deceduto)[10]
- Basilio † (459 o 455 - 458 deceduto)
- Acacio † (458 - 461 deceduto)
- Martirio † (461 - 469 deposto)

### Durante la crisi fra ortodossi e monofisiti (469-512)
Fonte: Venance Grumel, Traité d'études byzantines, vol. I : « La chronologie », Presses universitaires de France, Paris 1958, pp. 446-447.
- Pietro Fullo † (469-471 deposto), non calcedonese
- Giuliano † (471 - 476 deposto), calcedonese
- Pietro Fullo † (476 deposto) (per la seconda volta), non calcedonese
- Giovanni II Codonato † (fine 476 - inizio 477 deposto)
- Santo Stefano II † (primavera 477 - 479 deceduto), calcedonese[11]
- Calendione † (479 - 484 deposto), calcedonese
- Pietro Fullo † (485 - 488 deceduto) (per la terza volta), non calcedonese
- Palladio † (489 - 498 deceduto), calcedonese, però accettò l'Enotico di Zenone
- Flaviano II † (498 - autunno 512 deposto), calcedonese, però accettò l'Enotico di Zenone